# A Sun Came
| Оценки критиков | Оценки критиков |
| Источник        | Оценка          |
| --------------- | --------------- |
| AllMusic        | [ 1 ]           |
| Pitchfork       | 6.0/10          |

A Sun Came (с англ. — «Солнце пришло») — дебютный студийный альбом американского автора-исполнителя и мультиинструменталиста Суфьяна Стивенса, изданный 13 июня 2000 года на студии Asthmatic Kitty. Он был переиздан четыре года спустя (2004). Среди альбомов Стивенса A Sun Came примечателен тем, что был записан на четыре дорожки.

## Об альбоме
Альбом получил в целом положительные отзывы музыкальных критиков и интернет-изданий. Как отмечается в рецензии на альбом на AllMusic, альбом исследует множество типов этнической музыки со всего мира, начиная от кельтской, индийской, ближневосточной, марокканской, дальневосточной и заканчивая американской народной музыкой. В целом альбом был назван различными профессиональными музыкальными критиками инди-фолком, инди-роком, кельтским роком, альтернативным роком и Lo-Fi.
Сам Стивенс описывал звучание альбома как включающее в себя «традиционную поп-музыку, средневековые инструменты с ближневосточными вкраплениями, магнитофонные петли, цифровые семплы, литературный вокал, маниакальную перкуссию, деревянные духовые, ситар, искажения усилителя и арабские напевы».

## Список композиций
Слова и музыка всех песен — Sufjan Stevens.
| №                   | Название                              | Длительность |
| ------------------- | ------------------------------------- | ------------ |
| 1.                  | «We Are What You Say»                 | 5:20         |
| 2.                  | «A Winner Needs a Wand»               | 5:44         |
| 3.                  | «Rake»                                | 2:48         |
| 4.                  | «Siamese Twins»                       | 0:15         |
| 5.                  | «Demetrius»                           | 6:01         |
| 6.                  | «Dumb I Sound»                        | 5:48         |
| 7.                  | «Wordsworth's Ridge (for Fran Fike)»  | 4:54         |
| 8.                  | «Belly Button»                        | 0:09         |
| 9.                  | «Rice Pudding»                        | 2:24         |
| 10.                 | «A Loverless Bed (Without Remission)» | 6:17         |
| 11.                 | «Godzuki»                             | 0:36         |
| 12.                 | «Super Sexy Woman»                    | 2:42         |
| 13.                 | «The Oracle Said Wander»              | 5:39         |
| 14.                 | «Happy Birthday»                      | 2:45         |
| 15.                 | «Jason»                               | 6:10         |
| 16.                 | «Kill»                                | 4:26         |
| 17.                 | «Ya Leil»                             | 5:38         |
| 18.                 | «A Sun Came»                          | 2:11         |
| 19.                 | «Satan's Saxophones»                  | 2:31         |
| Общая длительность: | Общая длительность:                   | 72:18        |

| №                   | Название                    | Длительность |
| ------------------- | --------------------------- | ------------ |
| 20.                 | «Joy! Joy! Joy!»            | 3:23         |
| 21.                 | «Rake (Greenpoint Version)» | 3:02         |
| Общая длительность: | Общая длительность:         | 78:43        |